# 田奉珉
田奉珉（：／ Chun Bong-min，1972年10月21日—），大韓民國保守派政治人物，現任韓國國會議員。